# Philisca gayi
Philisca gayi là một loài nhện trong họ Anyphaenidae.
Loài này thuộc chi Philisca. Philisca gayi được Hercule Nicolet miêu tả năm 1849.